# Kloster Meldorf

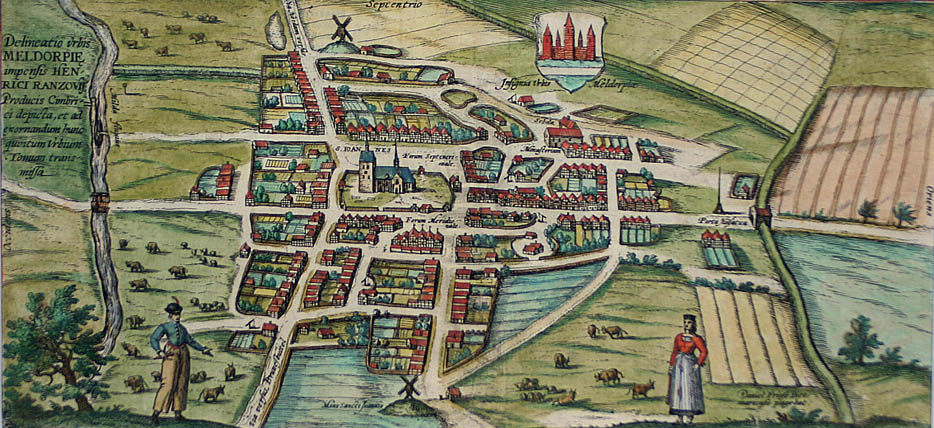
Meldorf auf einem Stich von 1596: Das Kloster ist direkt unter der Spitze des Wappens zu erkennen. Das als „Monasterium“ bezeichnete Gebäude war möglicherweise die Kirche.

Das Kloster Meldorf, auch Kloster Marienau, war eine Niederlassung der Dominikaner in Meldorf in Dithmarschen. Das im 13. oder 14. Jahrhundert gegründete Kloster bestand bis zur Aufhebung im Zuge der Reformation.

## Geschichte

### Gründung
Erstmals erwähnt wurde der Konvent erst 1380 im Klosterverzeichnis der Provinz Saxonia, bestand damals jedoch schon seit einiger Zeit. Wann und von wem das Kloster gegründet wurde, ist nicht überliefert, da alle klösterlichen Unterlagen verloren sind. Die einzige Quelle ist eine von dem Chronisten Johann Russe um 1545 angefertigte Kopie einer „schrift der bröder des Klosters tho Mergenowe“, deren chronologischen Angaben aufgrund vieler Abschreibfehler nicht eindeutig zu deuten sind. Alfred Kamphausen ging davon aus, dass der Bettelorden sich bereits kurz nach der Verleihung der Stadtrechte an Meldorf durch das Erzbistum Bremen, dem ganz Dithmarschen kirchenrechtlich unterstand, 1265 in der neuen Stadt niederließ. Reimer Hansen vermutet, dass es spätestens im Zusammenhang mit einem Gelübde der Landesvertreter  nach der für die Dithmarscher siegreichen Schlacht von Oldenwöhrde 1319 gestiftet wurde. Das Kloster wurde der Schutzheiligen Dithmarschens, der Gottesmutter Maria, geweiht.

### Blütezeit
Das Meldorfer Kloster Marienau war lange das einzige Kloster in Dithmarschen und blieb meist nur knapp über der erforderlichen Mindestanzahl von zwölf Brüdern plus Prior. Die Klostergebäude am nördlichen Stadtrand sind auf einem Stich von Franz Hogenberg von 1596 als zwei die benachbarten Fachwerkhäuser überragende Steingebäude dargestellt. Zur Klosterzeit waren diese und vermutlich weitere Gebäude mit einem Kreuzgang verbunden. Ob es eine eigene Kirche gab, ist umstritten. Möglicherweise handelte es sich bei dem größeren der beiden Gebäude um eine kleine, einschiffige Klosterkirche. Im Chor der Pfarrkirche St.-Johannis hatten die Brüder auf jeden Fall ein eigenes Gestühl, das nach der Reformation auf acht Sitze verkürzt wurde. Als Bettelorden besaß der Konvent nur wenig Landbesitz, namentlich die Nordermühle, eine Windmühle, die er 1468 für eine Jahresrente von 3½ Mark an den Marschall der Stadt Lübeck verpfändete. Dieser überließ sie 1477 testamentarisch dem Lübecker Dominikanerkloster, dem die Meldorfer Brüder jedoch nur eine Rente von 2½ Mark zahlen wollten.
Nach der Schlacht von Oldenwöhrde erhielt das Kloster eine im ganzen Land eingesammelte Bede. Dafür sollten die Brüder Messen feiern und monatliche Prozessionen begehen, um den Schutz der Bauernrepublik durch ihre Schutzheilige Maria zu gewährleisten. Als die Dithmarscher am 4. August 1404 in der Schlacht an der Hamme ein holsteinisches Heer unter Graf Gerhard VI. vernichtend schlugen, erkannten sie darin den Beistand der Heiligen Oswald und Dominikus, des Gründers des Dominikanerordens, deren Gedenktage auf den 5. bzw. 6. August fielen. Das Meldorfer Kloster erhielt erneut Schenkungen, namentlich ein silbernes Kreuz, einen goldenen Kelch und ein Missale, und wurde verpflichtet, wöchentlich zwei Messen abzuhalten um der Sicherheit des Landes wegen.
Am 14. Februar 1500 quartierten sich die Anführer des schleswig-holsteinischen Eroberungsheers, der dänische König Johann I. und sein Bruder, der Herzog Friedrich von Schleswig-Holstein, nach der Eroberung Meldorfs und einem Massaker an der dortigen Zivilbevölkerung im Kloster ein. Am 15. Februar konnten die für diesen Tag vorgesehenen, 1404 gestifteten wöchentlichen Messen für die Landessicherheit nicht abgehalten werden. Vermutlich hing es damit zusammen, dass die Dithmarscher nach dem Sieg in der Schlacht bei Hemmingstedt am 17. Februar nicht erneut das Meldorfer Kloster bedachten, sondern 1502 ein zweites Kloster, das Benediktinerinnenkloster Hemmingstedt, stifteten.
Über die Kirchenhoheit des Hamburger Domkapitels und die an dieses zu leistenden Abgaben kam es ab im 15. Jahrhundert zunehmend zu Konflikten, die darin gipfelten, dass die Achtundvierziger und die zwanzig Dithmarscher Kirchspiele 1523 beschlossen, sich aus der Kirchenhoheit des Hamburger Domkapitels zu lösen.

### Letzte Jahre
Der letzte Meldorfer Prior Augustinus Torneborch war 1524 neben den Lundener Franziskanern verantwortlich für den Mord an dem lutherischen Prediger Heinrich von Zütphen. So wollte er verhindern, dass sich die lutherische Lehre im Volk verbreiteten. Doch aufhalten konnte er die Reformation damit nicht, denn die beiden von Luthers Lehre begeisterten Priester Nicolaus Boie der Ältere und der Jüngere, letzterer seit 1523 Kirchherr in Meldorf, setzten die evangelische Predigt fort, die sich in Meldorf bald durchsetzte. Wie und wann das Meldorfer Kloster aufgelöst wurde, ist den Quellen nicht zu entnehmen. Die von dem Wöhrdener Pastor Dietrich Carstens in seiner Dithmarsischen Kirchenhistorie von 1732 kolportierte Legende, die Meldorfer hätten die Dominikaner schon 1526 aus dem Kloster vertrieben und die Messgewänder und Altäre zerstört, findet sich weder bei Johann Russe noch bei Neocorus. Friedrich Christoph Dahlmann, der Herausgeber von Neocorus’ Chronik des Landes Dithmarschen, beurteilte Carstens’ Darstellung, die von späteren Autoren unkritisch wiederholt wurde, als Fälschung. Neocorus selbst berichtete nur, dass 1532 in ganz Dithmarschen die lateinische Messe abgeschafft wurde. In den Akten der Dominikaner-Provinz Saxonia wird das Meldorfer Kloster letztmals 1530 genannt. Im selben Jahr erschien der frühere Prior Augustinus Torneborch als einfacher Bruder im Rostocker Konvent.

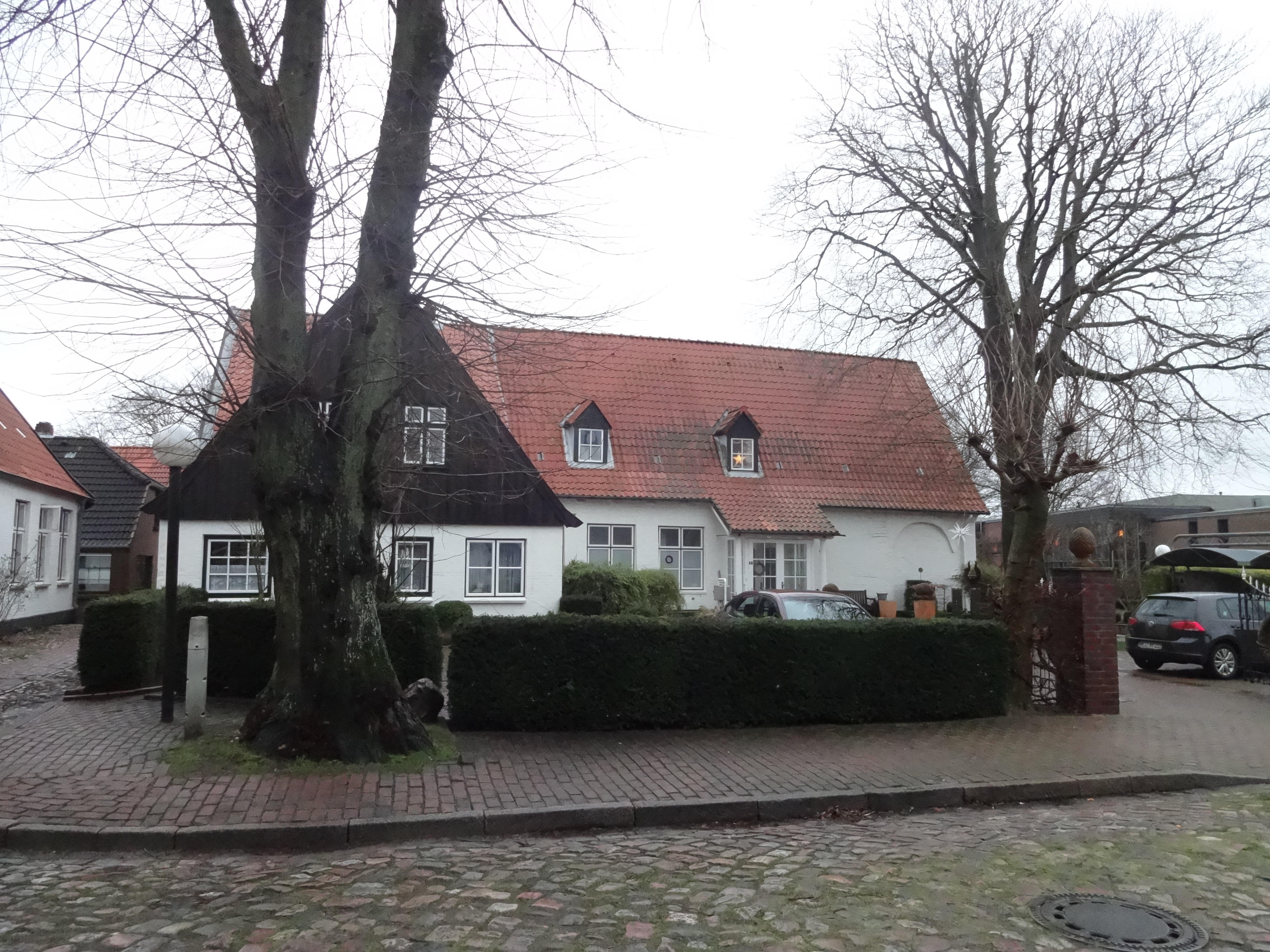
Das Gebäude Klosterhof 17 enthält noch Bausubstanz des mittelalterlichen Klosters.

1540 wurden die Liegenschaften und Einkünfte der beiden Dithmarscher Klöster für die Gründung der Meldorfer Gelehrtenschule verwendet. Die Klostergebäude wurden bis auf das Refektorium, das als Schule weiterverwendet wurde, dem Verfall preisgegeben und nach 1585 abgerissen. Auf Hogenbergs Stich sind nur noch das Refektorium und die vermutliche Kirche zu erkennen. Heute ist nur noch ein Rest der Außenmauer des Refektoriums vorhanden. Auch von der Kirchenausstattung ist nichts erhalten.
Im Streit um die ausbleibenden Abgaben zog das Hamburger Domkapitel 1537 – fast zehn Jahre, nachdem Hamburg evangelisch geworden war – vor das Reichskammergericht. Der Prozess um die vom Hamburger Domkapitel geforderten Abgaben endete erst mit dem Verlust der Dithmarscher Unabhängigkeit in der Letzten Fehde 1559.